# Pelješac (vino)
Pelješac je trpko črno vino, ki geografijsko izvira s polotoka Pelješca.